# Татјана Бабашкина
Татјана Бабашкина  (рус. Татьяна Бабашкина; Јарославље, 23. новембар 1968) је бивша руска атлетичарка, чија је специјалност била дисциплина скок увис. Тренер јој је муж Виктор Михајлович Бабашкин.
Први велики успех постигла је 1995. године. Била је првак Русије у дворани, а затим је у Риму освојила златну медаљу на Светским војним играма резултатом 2,00 метра. Другопласирану Румунку Монику Јагар прескочила је за 11 cm. Те године освојила је и сребрну медаљу и на ИААФ Гран при филналу у Монте Карлу иза Украјинке Инге Бабакове.
На Светском првенству на отвореном 1995. у Гетеборгу, била је четврта са 1,96 метара. Победила је Бугарка Стефка Костадинова (2,01 m). На Олимпијским играма у Атланти 1996. у финалу је пласирала се од 5. до 7. места. Исте године била је првакиња Русије на отвореном.